# Ursula Krechel
Ursula Krechel, född 4 december 1947 i Trier, är en tysk författare.
Krechel ägnade sig i unga år åt bland annat teaterprojekt med unga interner och blev filosofie doktor 1972 på en doktorsavhandling om teaterkritikern Herbert Ihering. Hon debuterade som författare 1974 med pjäsen Erika, vilken handlar om en kvinnas misslyckade frigörelsekamp. Hennes feministiska engagemang framträder även i hennes essäer och poesi, till exempel i diktsamlingarna Nach Mainz! (1977) och Vom Feuer lernen (1985).
Krechel har även varit verksam som romanförfattare. Shanghai fern von wo (2008) bygger på mångåriga efterforskningar och handlar tyska judars svåra livsvillkor både under exil i Shanghai och efter återkomsten till Tyskland efter naziregimens fall. Hennes roman Landgericht (2012), vilken belönades med Tyska bokpriset, handlar om en judisk domares kamp för att få social upprättelse efter att efter krigsslutet ha återvänt från sin exil i Havanna.